# Slatina, Opatija
Slatina, Slatinastranden (kroatiska: Plaža Slatina) eller Slatinabadplatsen (Kupalište Slatina) är en Blå Flagg-märkt badplats i Opatija i Kroatien. Den är belägen i centrala Opatija, omgiven av flera av kurortens mest välrenommerade hotell. Den drygt 20 000 kvadratmeter stora Slatina är till största del en anlagd betongbadplats med badplattformar som underlättar tillgången till havet. Vid badplatsen norra del finns en smal och artificiellt anlagd sandstrand som på grund av dess mjuka havsbotten och grunda vatten är speciellt lämpad för små barn. Väster om badplatsen ligger Kroatiska Walk of Fame som är en del av strandpromenaden Lungomare som vid Slatina "rundar" badplatsen för att sedan återigen löpa längs kusten. 

## Beskrivning
Slatina är handikappanpassad och erbjuder flera faciliteter och tjänster. Vid badplatsen finns restauranger, kaféer, duschar, toaletter och omklädningsrum. Mot betalning har besökare tillgång till solparasoll och solbäddar. Aktiviteter vid badplatsen (varav en del mot betalning) omfattar bland annat paddling, vattenrutschbana, lekpark för barn, beachvolley, vattenskoter, bananbåt, parasailing, studsmatta, tennis och fotboll. En del av dessa aktiviteter (däribland beachvolley) arrangeras i speciella av sand artificiellt skapade zoner. Vid badplatsen och dess omedelbara närhet förekommer försäljning av diverse föremål, däribland souvenirer. Under sommarsäsongen sörjer badvakter för de besökandes säkerhet. Slatina ligger i staden Opatijas fria WiFi-zon vilket innebär att besökare har kostnadsfri tillgång till WiFi.          